# Jean-Pierre Kerckhofs
 (novembre 2019).
Si vous disposez d'ouvrages ou d'articles de référence ou si vous connaissez des sites web de qualité traitant du thème abordé ici, merci de compléter l'article en donnant les références utiles à sa vérifiabilité et en les liant à la section « Notes et références ».
Jean-Pierre Kerckhofs, né le 1er octobre 1963, est un homme politique belge du Parti du travail de Belgique et syndicaliste de la CSC.

## Biographie
Jean-Pierre Kerckhofs est professeur de physique. Il est le président et le fondeur de l'Appel pour une École démocratique ainsi que le président de la CSC Enseignement Bruxelles. 
Aux élections régionales du 26 mai 2019, il est élu député au Parlement bruxellois sur la liste PTB. Il fait également partie des trois députés PTB du Parlement bruxellois à siéger également au Parlement de la Communauté française. 